# Adler's Appetite
Adler's Appetite es una banda formada por Steven Adler, el exbaterista de Guns N' Roses.
Toca versiones de Appetite For Destruction, el primer disco de los californianos, agregando algunas canciones de los discos Use Your Illusion I y Use Your Illusion II que fueron tocadas en vivo por Adler cuando estaba en Guns N' Roses, como Civil War, Knockin' on Heaven's Door y Don't Cry. También tocan canciones de su único trabajo, un E.P llamado " Adler's Appetite ", que incluye una versión de Aerosmith de su canción Draw the Line.
Se separaron y en julio de 2007 volvieron con Colby Veil como la voz principal,  Javier Alcon segunda voz,  Michael Thomas en la guitarra solista, Kristy Majors en guitarra acústica, Chip Z'Nuff en bajo y Adler en batería.

## Eventos recientes (2009-presente)
En enero de 2009, la banda anunció que iban a embarcarse en una gira por los EE. UU. que van desde febrero hasta principios de abril, así como realizar un espectáculo único en el Key Club en Hollywood.
El 6 de febrero, Steven Adler estuvo en la corte donde el juez ordenó Adler a comprobar por sí mismo en centro de tratamiento de Cri-Ayuda en North Hollywood después de ser arrestado en enero por no completar el servicio comunitario ordenado por el tribunal dentro del plazo del juez en relación con un busto de DUI julio de 2008.
En abril, el cantante Sheldon Tarsha abandonó la banda y fue reemplazado por Rick puntada del grupo de Los Ángeles, Ladyjack. El grupo anunció más fechas EE. UU., así como shows en Brasil y Argentina.
El 7 de mayo el grupo anunció las fechas para la segunda etapa de su gira por los EE. UU. 
El 16 de junio, el ex Quiet Riot, Giuffria y la Cámara de los Lores el bajista Chuck Wright se unió a la banda para su gira de julio fechas con Chip Z'nuff regresar poco después. En una entrevista el 28 de junio, el guitarrista Alex Grossi afirmó que la banda esperaba entrar al estudio para comenzar a grabar nuevo material, así como diciendo que ellos ya habían estado trabajando en nuevas canciones.

## Miembros de la banda
- Jizzy Pearl - Voz (2003–2005)
- Steven Adler -  Batería (2003–2007)
- Keri Kelli - Guitarra (2003–2005)
- Robbie Crane - Bajo (2003–2005)

## Discografía
- Adler's Appetite (2005)
- Alive (2012)